# مقاطعة لانكاو
مقاطعة لانكاو  ((بالصينية: 兰考县; البينيين: Lánkǎo Xiàn)) هي مقاطعة من كايفنغ، خنان، الصين. وتبلغ مساحتها 1,116 كيلومتر مربع وعدد سكانها 760,000.
كانت موقع معركة Lanfeng خلال الحرب الصينية اليابانية الثانية.

## النقل
- طريق الصين الوطنية السريع  220
- محطة سكة حديد جنوب لانكاو

## وصلات خارجية
- الموقع الرسمي لحكومة لانكاو